# خيار مخلل
خيار مخلل قثاء أو مخلل هو قثاء مخلل أو مخمر في محلول ملحي أو خل أو أي محلول حمضي حيث يترك لمدة معينة للتخمر وتشرب نكهة المحلول. يؤكل القثاء المخلل في الكثير من المجتمعات حول العالم حيث تتنوع أنواعه بتنوع المجتمع الذي يأتي منه. هناك القثاء الصغير المعروف بجركين الذي يحضر من نوع صغير من القثاء الهندي. إضافة إلى ذلك يعرف القثاء المخلل بكورنيشو في فرنسا حيث يخلل القثاء الصغير في محلول الخل و طرخون و يؤكل مع الباتيه. القثاء المخلل في الأجاج هو ذلك المخمر في محلول ملحي حيث يكتسب طعم حامض . يختلف تركيز الملح في المحلول من 20 غرام للتر الواحد إلى 40 غرام للتر. لايستعمل الخل في محلول الملح الذي يستعمل في التخمير الطبيعي للقثاء.

## معرض صور

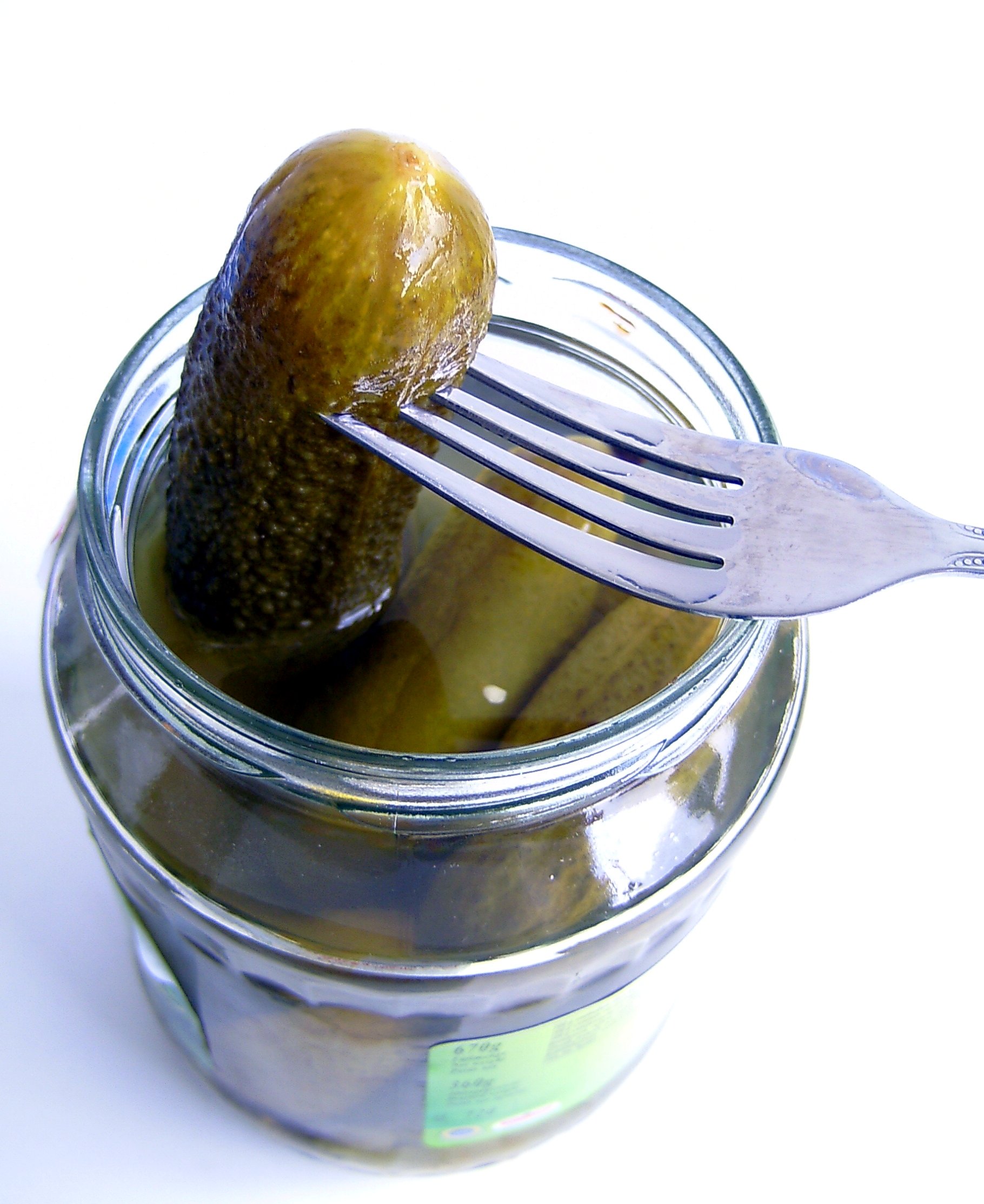
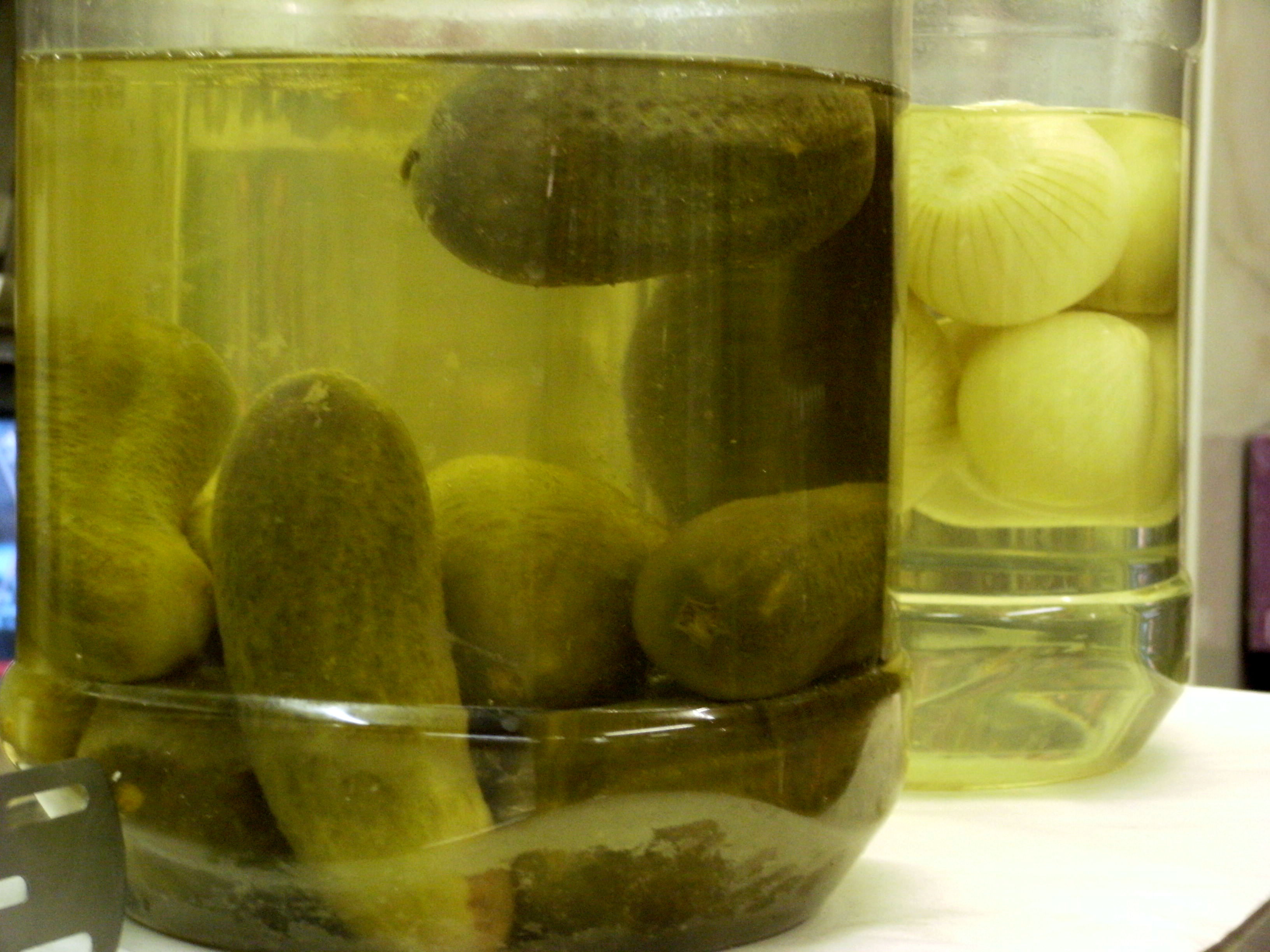
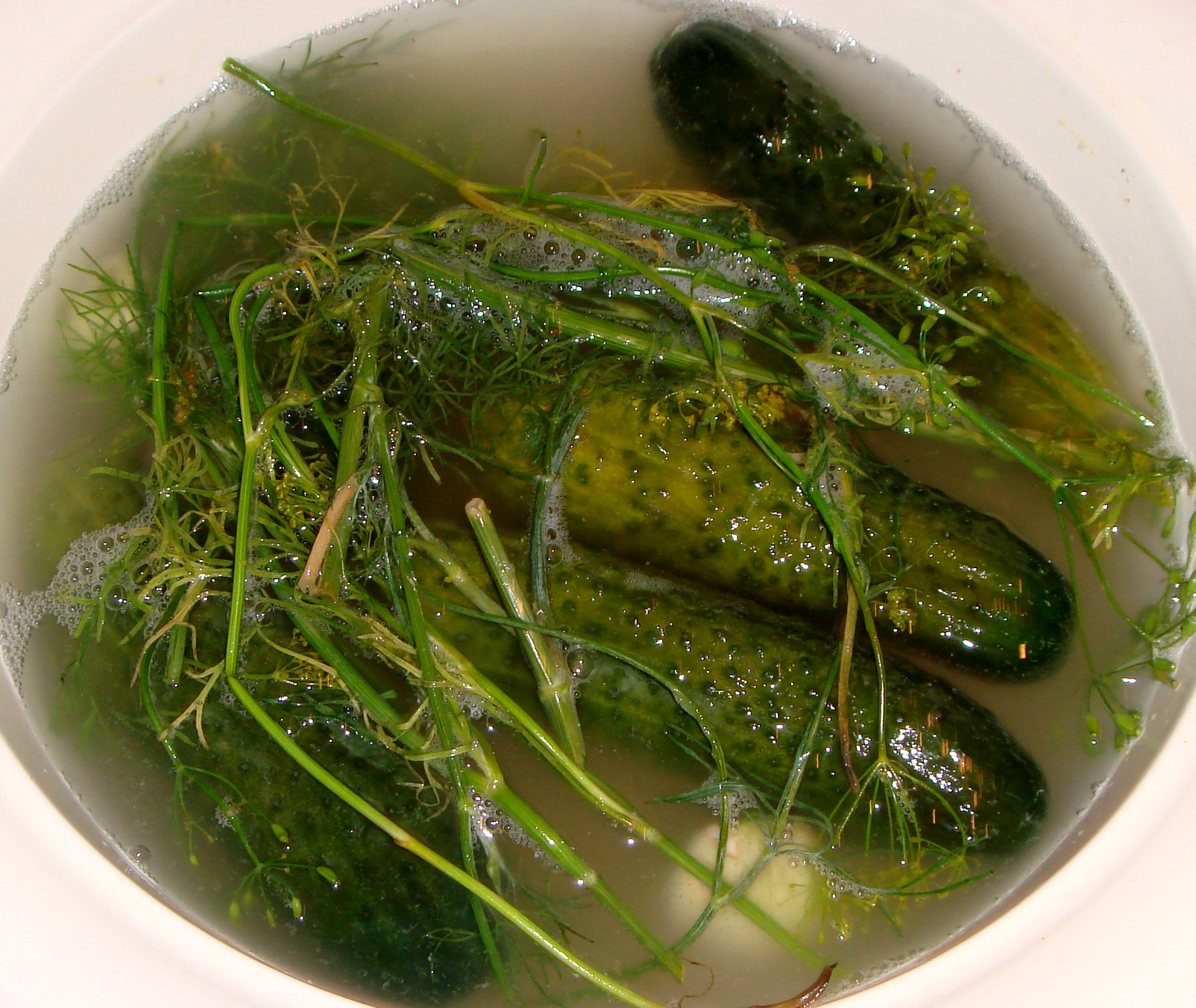
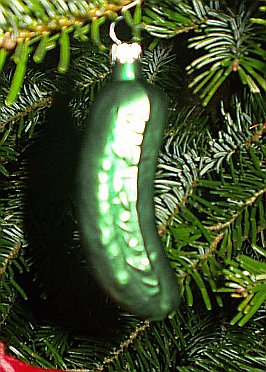
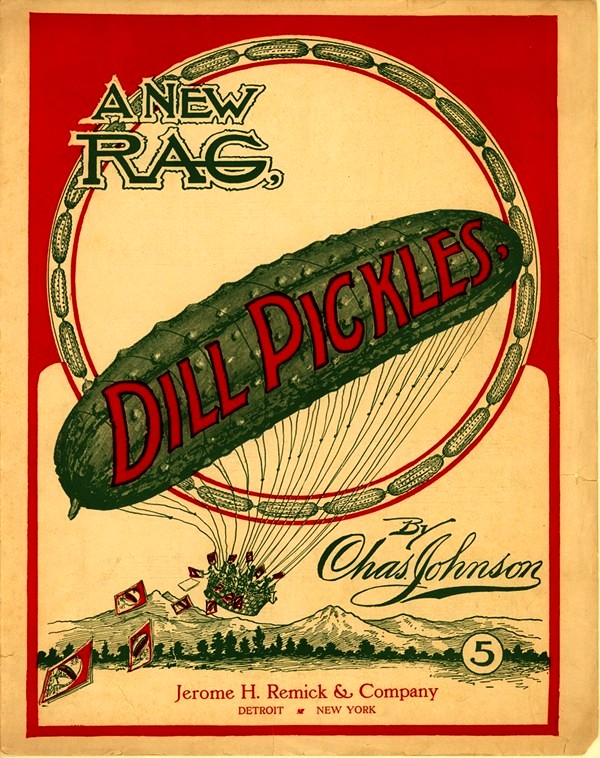
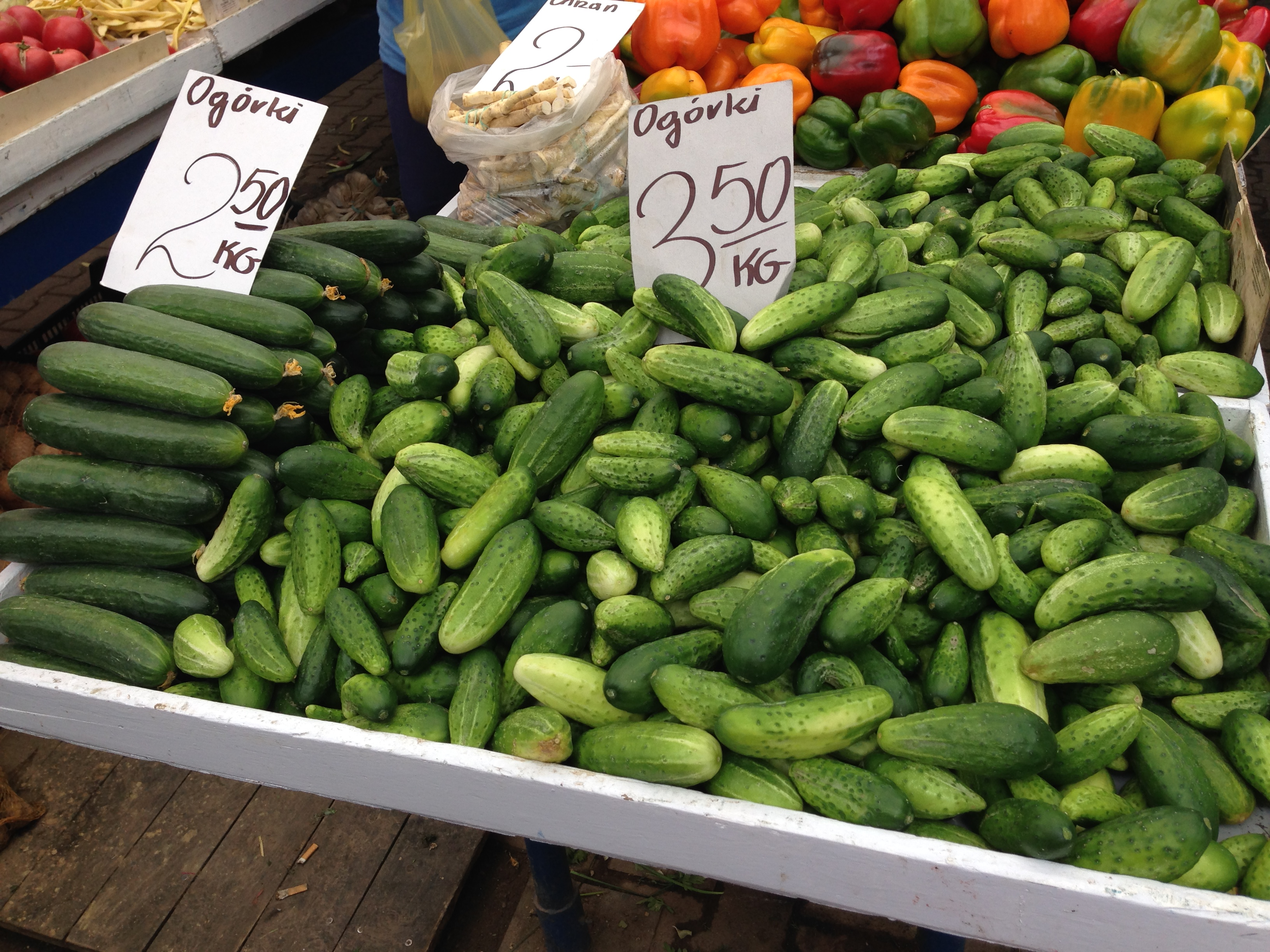

## مراجع

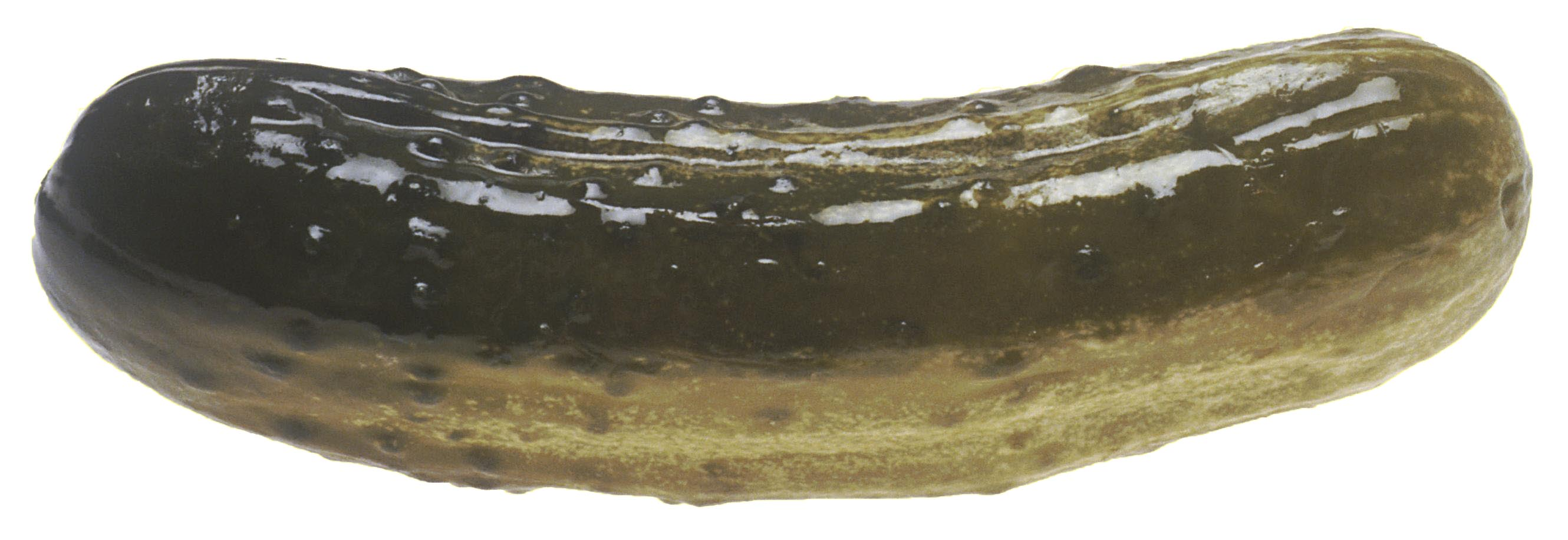
قثاءة مخللة